# Jenő Serényi
Jenő Serényi (wym. [jɛnøː ʃɛreːɲi], ur. 5 września 1884 w Nowej Wsi Spiskiej, zm. 14 lipca 1915 pod Doberdò) – węgierski taternik, alpinista, narciarz, prawnik.
Studiował prawo na uniwersytecie w Budapeszcie, po ukończeniu nauki był adwokatem. Od 1904 r. wspinał się w Tatrach i do 1915 r. należał do najlepszych węgierskich taterników, chodził dużo również po Alpach. W latach 1906–1907 jego częstym partnerem był Jenő Wachter. Serényi wprowadził w taternictwo Gyulę Komarnickiego, który był jego przyjacielem i kolegą z ławki w szkole i na uniwersytecie.
Jenő Serényi należał do organizatorów ratownictwa górskiego po południowej stronie Tatr – w 1913 r. m.in. dzięki niemu powstało towarzystwo Tátrai Önkéntes Mentő Bizottság. Był także jednym z założycieli Budapeszteńskiego Akademickiego Towarzystwa Turystycznego (BETE) oraz Węgierskiego Klubu Narciarskiego (Magyar Sí Klub), później Węgierskiego Związku Narciarskiego (Magyar Sí Szövetség).
Był współzałożycielem pisma „Turistaság és Alpinizmus”, zasłużonego dla rozwoju taternictwa na Węgrzech. Wraz z Gyulą Komarnickim napisał pierwszy nowoczesny przewodnik taternicki (A Magas Tátra részletes kalauza, Budapeszt 1914), wydał również podręcznik narciarstwa (A sísport gyakorlati kézikönyve, Budapeszt 1912). Był autorem licznych artykułów z zakresu wspinaczki i narciarstwa, które zostały opublikowane w takich czasopismach jak: „Turistaság és Alpinizmus”, „Turista Közlöny”, „Turisták Lapja”, „Jahrbuch des UKV”, „Österreichische Alpenzeitung” i inne.
Zginął w trakcie I wojny światowej, w bitwie pod Doberdò na froncie austriacko-włoskim. Został pochowany na cmentarzu Farkásret w Budapeszcie.

## Osiągnięcia taternickie
- pierwsze zimowe wejście na Litworowy Szczyt i Wielicki Szczyt (1909, z Károlyem Fodorem i Lajosem Hornem)
- pierwsze zimowe wejście na Durny Szczyt (z Romanem Komarnickim, 1910)
- pierwsze zimowe wejście na Mały Durny Szczyt (z Lajosem Hornem, 1910)[2]
- nowa droga południowo-zachodnią ścianą Jaworowego Szczytu (1911)
- pierwsze wejście wschodnią ścianą Koprowego Wierchu (1911)[1]